# FGF1
FGF1 (англ. Fibroblast growth factor 1) – білок, який кодується однойменним геном, розташованим у людей на короткому плечі 5-ї хромосоми. Довжина поліпептидного ланцюга білка становить 155 амінокислот, а молекулярна маса — 17 460.
| 10         |  | 20         |  | 30         |  | 40         |  | 50         |
| ---------- |  | ---------- |  | ---------- |  | ---------- |  | ---------- |
| MAEGEITTFT |  | ALTEKFNLPP |  | GNYKKPKLLY |  | CSNGGHFLRI |  | LPDGTVDGTR |
| DRSDQHIQLQ |  | LSAESVGEVY |  | IKSTETGQYL |  | AMDTDGLLYG |  | SQTPNEECLF |
| LERLEENHYN |  | TYISKKHAEK |  | NWFVGLKKNG |  | SCKRGPRTHY |  | GQKAILFLPL |
| PVSSD      |  |            |  |            |  |            |  |            |

A: Аланін

C: Цистеїн

D: Аспарагінова кислота

E: Глутамінова кислота

F: Фенілаланін

G: Гліцин

H: Гістидин

I: Ізолейцин

K: Лізин

L: Лейцин

M: Метіонін

N: Аспарагін

P: Пролін

Q: Глутамін

R: Аргінін

S: Серин

T: Треонін

V: Валін

W: Триптофан

Кодований геном білок за функціями належить до факторів росту, мітогенів, білків розвитку, фосфопротеїнів. 
Задіяний у таких біологічних процесах як ангіогенез, диференціація, поліморфізм, ацетилювання, альтернативний сплайсинг. 
Білок має сайт для зв'язування з молекулою гепарину. 
Локалізований у цитоплазмі, ядрі.
Також секретований назовні.